# Сульфостанати
Сульфостанати (рос. сульфостанаты, англ. sulphostannates, нім. Sulfostannate n pl) — рідкісні мінерали класу сульфосолей — сполуки металів з радикалом [SnS6] (наприклад, канфільдит — Ag8[SnS6]).